# 케빈 거스리
케빈 거스리(영어: Kevin Guthrie, 1988년 3월 21일 ~ )는 스코틀랜드의 배우이다.

## 출연 작품

### 영화
- 신비한 동물들과 그린델왈드의 범죄 (2018) - 애버내시 역

### 텔레비전
- 더 파라다이스 (2013)